# LaGrange (Indiana)
LaGrange – miasto w Stanach Zjednoczonych, w stanie Indiana, siedziba administracyjna hrabstwa LaGrange.